# Jammerbugt
Jammerbugt é um município da Dinamarca, localizado na região da Jutlândia do Norte.
O município tem uma área de 863 km² e uma população de 38 787 habitantes, segundo o censo de 2007.
Foi instituído a 1 de Janeiro de 2007 no decurso da reforma administrativa de 2004–2007, agregando os antigos municípios de Brovst, Fjerritslev, Pandrup e Aabybro.